# América noticias (Argentina)
América Noticias (abreviado como A-N) es el servicio informativo de América Televisión y este noticiero pertenece al Grupo América, propiedad de Claudio Belocopitt. Era conducido en la edición mediodía por Guillermo Andino y María Belén Ludueña de marzo a diciembre de 2022, en la edición central por Rolando Graña y Soledad Larghi y en la edición sábado por Eduardo Battaglia junto a Larghi.
Se emite de lunes a sábados a las 18:00 (UTC -3), teniendo en cuenta como objetivo informar y destacar varios de los acontecimientos importantes de la jornada nacional e internacional sobre economía, deportes, espectáculos, clima, política, policiales, entre otras. Su primera emisión fue el 15 de abril de 1991, bajo el nombre de América Te Ve Noticias.

## Ediciones
| Nombre                              | Horario | Presentador/es                       |
| Actuales                            | Actuales | Actuales                             |
| ----------------------------------- | --- | ------------------------------------ |
| América Noticias (Edición central)  | Lunes a viernes 17:45 a 19:00 (UTC -3)                                                                              | Soledad Larghi Rolando Graña         |
| América Noticias (Edición sábado)   | Sábados 18:00 a 20:00 (UTC -3)                                                                                      | Paulo Vilouta Luciana Arias          |
| Anteriores                          | |                                      |
| América Noticias (De mañana)        | Lunes a viernes 06:00 a 9:30 (UTC -3) y entre el 30 de diciembre de 2024 y el 7 de febrero de 2025 de 07:00 a 09:30 | Rolando Graña                        |
| América Noticias Mediodía           | Lunes a viernes 12:00 a 13:30 (UTC -3) (2022)                                                                       | Guillermo Andino María Belén Ludueña |
| América Noticias (Edición especial) | Domingos 15:00 a 19:00 (UTC -3)                                                                                     | Javier Díaz Mariano Yezze            |

## Columnistas
Además de los presentadores, cuentan con columnistas en varias secciones:
| Sección           | Periodista/s                       |
| ----------------- | ---------------------------------- |
| Espectáculos      | Paula Galloni y Sofía Macaggi      |
| Deportes          | Dario D'Amore                      |
| Economía          | Ramiro Marra                       |
| Política          | Mariana Contartessi y Javier Calvo |
| Social            | Andie Pignanelli                   |
| Internacionales   | Andrés Repetto                     |
| Policiales        | Martin Candalaft y Liliana Caruso  |
| Tecnología        | Fernando Carolei                   |
| Género y Ambiente | Luciana Arias                      |
| Salud             | Guillermo Capuya                   |